# Il fattore umano (programma televisivo)
Il fattore umano è un programma televisivo italiano d’inchiesta, in onda su Rai 3 a partire dal 12 luglio 2021.

## Il programma
Il programma racconta attraverso dei reportage le violazioni delle libertà personali sia nei regimi autoritari che nei paesi democratici nei confronti delle minoranze.

## Edizioni
| Edizione | Anno | Periodo        | Periodo           | Puntate |
| Edizione | Anno | Inizio         | Fine              | Puntate |
| -------- | ---- | -------------- | ----------------- | ------- |
| 1ª       | 2021 | 12 luglio 2021 | 16 agosto 2021    | 6       |
| 2ª       | 2022 | 21 giugno 2022 | 22 agosto 2022    | 8       |
| 3ª       | 2023 | 24 luglio 2023 | 18 settembre 2023 | 9       |
| 4ª       | 2025 | 7 gennaio 2025 | in corso          | 6       |

## Versione podcast
Dalla stagione 2022, il programma è disponibile in versione podcast anche su Rai Play Sound.